# Elephantulus fuscipes
Il macroscelide dai piedi neri o sengi dai piedi neri (Elephantulus fuscipes) è una specie di toporagno elefante della famiglia dei Macroscelididae.
È diffuso nella zona fra la Repubblica Democratica del Congo, il Sudan del Sud e l'Uganda, dove popola le praterie tropicali e subtropicali a basse altitudini.